# Pirata chamberlini
Pirata chamberlini là một loài nhện trong họ Lycosidae.
Loài này thuộc chi Pirata. Pirata chamberlini được Roger de Lessert miêu tả năm 1927.